# Aminoliza
Aminoliza – reakcja chemiczna pomiędzy związkami chemicznymi różnego typu i aminą. W chemii organicznej jest to często reakcja pochodnych kwasów karboksylowych z aminą, przebiegająca według mechanizmu substytucji nukleofilowej. Aminy drugorzędowe, zwłaszcza o dużej zawadzie przestrzennej, są w reakcjach tego typu znacznie mniej reaktywne od amin pierwszorzędowych. Produktami aminolizy są zazwyczaj amidy.
Przykładowe reakcje aminolizy:
- chlorków kwasowych:

RCOCl + R1NH2 → RCONHR1 + HCl
ArSO2Cl + RNH2 → ArSO2NHR + HCl
Niektóre substraty zawierające więcej niż jeden reaktywny atom chloru, mogą reagować a aminami stopniowo. Np. PCl3 tworzy mono- i diamidy w zależności od użytego stosunku molowego reagentów, a wobec nadmiaru aminy powstaje triamid, np.:
PCl3 + RNH2 → PCl2NHR + HCl
PCl3 + 2RNH2 → PCl(NHR)2 + 2HCl
PCl3 + 3RNH2 → P(NHR)3 + 3HCl
Reakcje ze związkami wielofunkcyjnymi mogą prowadzić też do wytworzenia pochodnych imidowych z wiązaniem =NR, np.:
PCl5 + RNH2·HCl → RN=PCl3 + 3HCl
- bezwodników kwasowych:

(RCO)2O + R1NH2 → RCONHR1 + RCOOH
- estrów:
  - kwasów karboksylowych[6][1]:

RCOOR1 + R2NH2 → RCONHR2 + R1OH
RCOOR1 + R22NH → RCON(R2)2 + R1OH
- - tlenowych kwasów fosforu, np. H-fosfonianów[2]:

RO–PH(O)–OAr + R2NH → RO–PH(O)–NR2 + ArOH
- - sulfonowych[7]:

MeNHSO2OAr + R2NH → MeNHSO2NR2 + ArOH
Reakcja ta przebiega według mechanizmu E1cB, z pośrednim wytworzeniem iminy MeN=SO2 (w wyniku deprotonacji substratu przez aminę i spontanicznej eliminacji fenolu); do iminy przyłącza się następnie druga cząsteczka aminy dając produkt.
- amidów (transamidacja)[8][9]:

R2P-NEt2 + ArNH2 → R2P-NHAr + Et2NH
RNHC(O)R1 + MeNH2 → RNH2 + MeNHC(O)R1
Aminolizie ulegają łatwo oksirany tworząc 1,2-aminoalkohole, natomiast tiirany reagują z aminami opornie; reakcje te można przyspieszyć przez skoordynowanie atomu siarki jonami Ag+. Produktami aminolizy tiiranów są 1,2-aminotiole.

## Zastosowanie
Oprócz wykorzystania aminolizy do syntezy amidów z różnych pochodnych kwasów, reakcje tego typu można stosować do usuwania grup ochronnych takich grup funkcyjnych jak −NH2 i −OH, np. z zasad azotowych nukleotydów.